# Cumbre Mundial de Gobiernos
La World Governments Summit o Cumbre Mundial de Gobiernos, es un evento anual que se celebra desde 2013 en Dubái, Emiratos Árabes Unidos. Reúne a líderes gubernamentales para un diálogo global, centrado en cuestiones de futurismo, tecnología e innovación. La cumbre actúa como un centro de intercambio de conocimientos entre funcionarios gubernamentales, líderes de opinión, formuladores de políticas públicas y líderes del sector privado para discutir tendencias futuras, problemas y oportunidades que la humanidad enfrenta.   De la cumbre han participado alrededor de 90 oradores, provenientes de 150 países participantes, acompañados a su vez por unos 4.000 asistentes..